# Ferrocarril de Bagdad

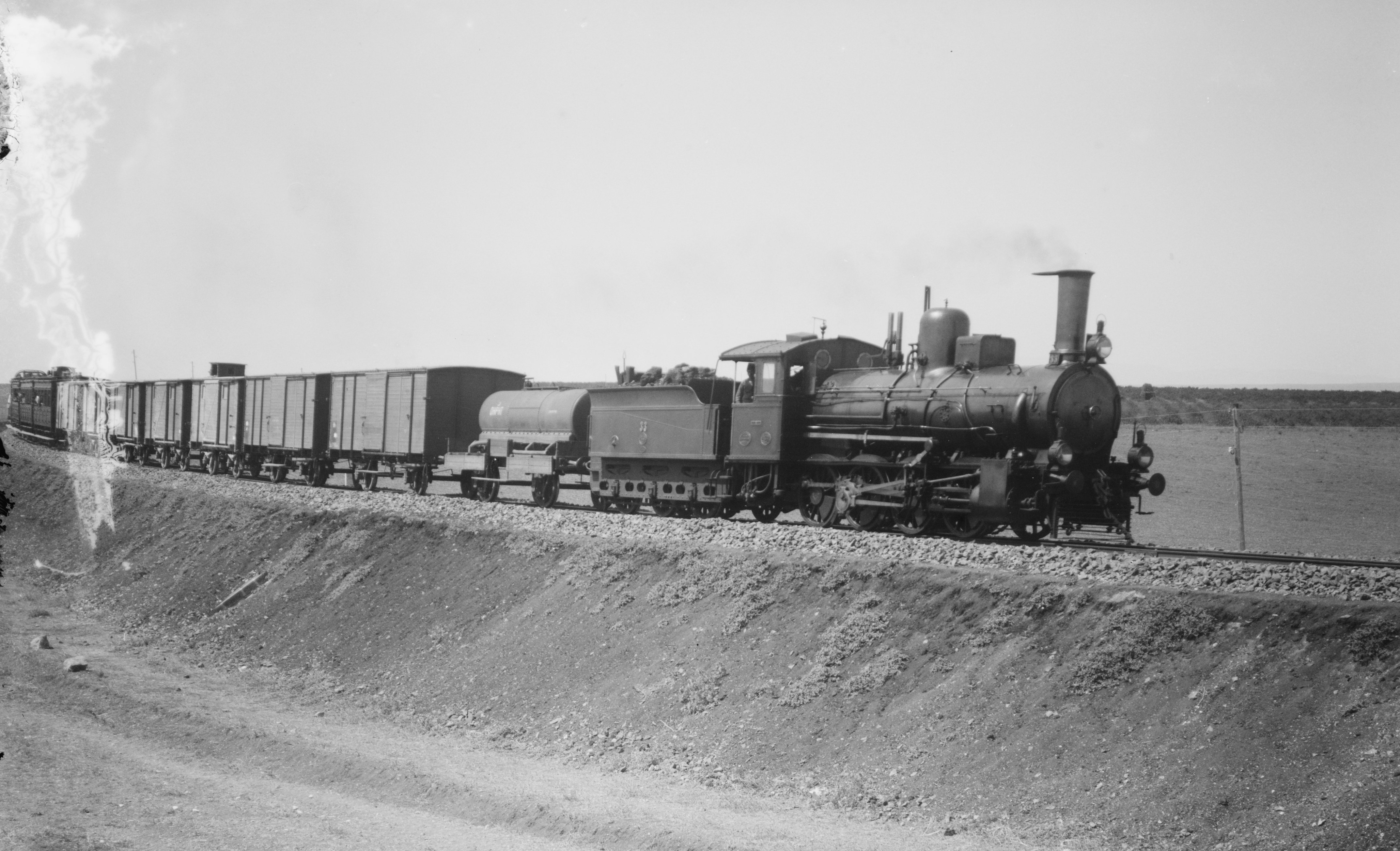
Ferrocarril de Bagdad circa 1900-1910.

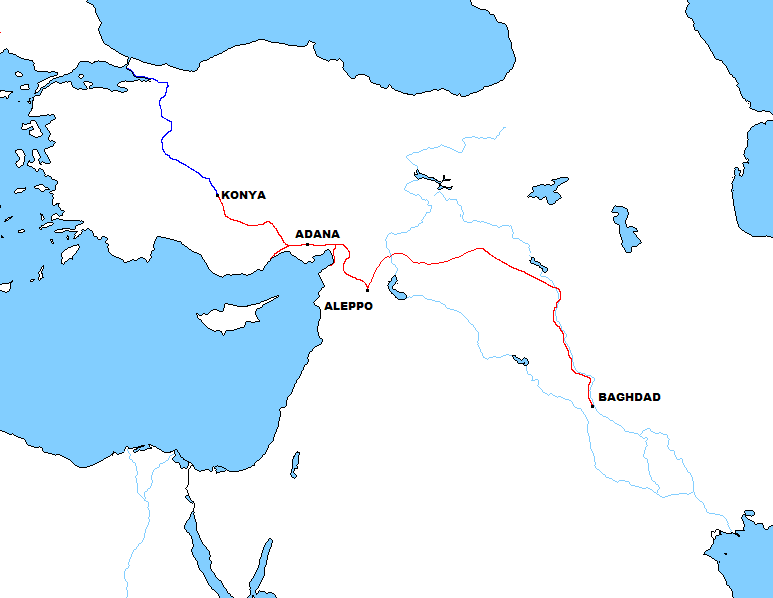
Ferrocarril de Bagdad

El ferrocarril de Bagdad (en turco: Bağdat Demiryolu, en alemán: Bagdadbahn, en francés: Chemin de Fer Impérial Ottoman de Bagdad, en inglés: Baghdad Railway), se construyó de 1903 a 1940 para conectar Berlín con la ciudad del entonces Imperio Otomano, Bagdad, desde donde los alemanes querían acceder al puerto de Basora en el golfo Pérsico; con una vía de 1600 km, desde Konya, continuando el ferrocarril de Anatolia a través de las actuales Turquía, Siria e Irak.
La finalización del proyecto llevó varias décadas y en el estallido de la Primera Guerra Mundial el ferrocarril todavía se encontraba a 960 km de su objetivo. El último tramo hasta Bagdad se construyó a finales de los años 30 y el primer tren que viajó de Estambul a Bagdad, partió en 1940.
La financiación y la ingeniería fue provista principalmente por los bancos y compañías del Imperio Alemán, que en 1890 habían construido el ferrocarril de Anatolia (Anatolische Eisenbahn) que conectaba Estambul, Ankara y Konya. El Imperio Otomano deseaba mantener el control de la península arábiga y expandir su influencia a través del mar Rojo llegando hasta el nominalmente otomano Jedivato de Egipto; que había estado bajo control militar británico desde la revuelta Urabi en 1882. Con una línea al puerto de Basora, los alemanes habrían obtenido un mejor acceso a las partes orientales del imperio colonial alemán, evitando el canal de Suez.
El ferrocarril se convirtió en una fuente de disputas internacionales durante los años inmediatamente anteriores a la Primera Guerra Mundial. Aunque se ha sostenido que se resolvieron en 1914 antes de que empezara la guerra, también se ha argumentado que el ferrocarril fue la primera causa de la Primera Guerra Mundial. Las dificultades técnicas en los remotos montes Tauro y los retrasos diplomáticos hicieron que en 1915 el ferrocarril se encontrara a 480 km de su finalización, lo que limitaba severamente su uso durante la guerra; en la que Bagdad fue ocupado por los británicos mientras que el ferrocarril del Hiyaz, en el sur, era atacado por la guerrilla dirigida por Lawrence de Arabia. La construcción se reanudó en los años 30 y finalizó en 1940.
La historia del ferrocarril en el contexto de la Primera Guerra Mundial se ha utilizado en los últimos tiempos para describir la respuesta de los intereses alemanes al Imperio Británico, y la de Turquía a sus rivales rusos. Como escribió un contemporáneo que se encontraba sobre el terreno en la época, el orientalista estadounidense Morris Jastrow, "Se sentía en Inglaterra que si, al igual que se dice que comentó Napoleón, Amberes en manos de un gran poder continental era una pistola que apuntaba a la costa inglesa, Bagdad y el golfo Pérsico en manos de Alemania serían un cañón de 42 centímetros de calibre apuntando a la India".

## Visión general
De haber finalizado antes, el ferrocarril de Berlín a Bagdad (y, finalmente, a Basora) habría permitido el comercio entre Alemania y el resto del mundo, a través de un puerto en el golfo Pérsico, desde el cual podrían intercambiarse bienes y suministros con las colonias alemanas más lejanas. El viaje de vuelta habría proporcionado a la industria alemana un suministro directo de petróleo. El acceso a los recursos, con el comercio menos afectado por el control británico del transporte marítimo, habría beneficiado a la industria y comercio alemanes, y hubieran amenazado el dominio económico británico en el comercio colonial.
El ferrocarril también amenazaba a Rusia, ya que se esperaba que extendiera la influencia económica alemana hacia la frontera con el Cáucaso y al norte de Persia, donde Rusia tenía una posición dominante en el mercado.
Hacia el final del siglo XIX el Imperio Otomano era débil, y las importaciones baratas de la Europa industrializada y los efectos de una desastrosa guerra ruso-turca habían tenido como resultado que las finanzas del país estuvieran controladas por la Administración de la Deuda Pública Otomana, compuesta por, y que respondía ante, las grandes potencias europeas. Los europeos vieron un gran potencial en la explotación de los recursos de un imperio que se debilitaba. El regadío podía transformar la agricultura, había minas de cromo, antimonio, plomo y zinc, algo de carbón, y potencialmente grandes cantidades de petróleo.
Ya en 1871 una comisión de expertos estudió la geología de las cuencas del Tigris y del Éufrates e informó que existía gran cantidad de petróleo de buena calidad, pero comentó que la precariedad del transporte ponía en duda que los campos de petróleo pudieran competir con los rusos o los estadounidenses. Durante 1901 un informe alemán anunció que existía un verdadero "lago de petróleo" prácticamente inagotable.
En 1872 el gobierno otomano retuvo al ingeniero de ferrocarril alemán Wilhelm von Pressel para desarrollar los planes ferroviarios en Turquía. Sin embargo, la iniciativa privada no iba a construir el ferrocarril sin subsidios, así que el gobierno otomano tuvo que reservar parte de sus ingresos para dichos subsidios, aumentando así su deuda con las potencias europeas.
El proceso de construcción de la línea de tren de Constantinopla a Bagdad empezó en 1888 cuando Alfred von Kaulla, gerente del Württembergische Vereinsbank y Georg von Siemens, director general del Deutsche Bank crearon un asociación y obtuvieron una concesión para extender la línea de Haydarpaşa - İzmit hasta Ankara. Así se creó la compañía de ferrocarril de Anatolia (SCFOA, o ARC).
Después de que se completara la línea a Ankara en diciembre de 1892, se construyeron talleres en Eskişehir y se obtuvo permiso para construir una línea de Eskişehir a Konya, finalizándose su construcción en julio de 1896. Estas dos líneas fueron las primeras dos secciones del ferrocarril de Bagdad. Otra línea de ferrocarril construida a la vez por ingenieros alemanes fue el ferrocarril del Hiyaz, encargado por el sultán Abdul Hamid II.
El Imperio Otomano decidió situar la línea fuera del alcance de los cañones de la armada británica. Así, se evitó la vía costera de Alejandreta a Alepo. La línea tuvo que cruzar las montañas Amanus, lo que requirió costosos trabajos de ingeniería, incluyendo un túnel de ocho km entre Ayran y Fevzipaşa.